# Горренбах-Бухен
Горренбах-Бухен (нім. Horrenbach-Buchen) — громада  в Швейцарії в кантоні Берн, адміністративний округ Тун.

## Географія
Громада розташована на відстані близько 31 км на південний схід від Берна.
Горренбах-Бухен має площу 20,4 км², з яких на 1,4% дозволяється будівництво (житлове та будівництво доріг), 50,2% використовуються в сільськогосподарських цілях, 39,5% зайнято лісами, 9% не є продуктивними (річки, льодовики або гори).

## Демографія
2019 року в громаді мешкало 229 осіб (-10,5% порівняно з 2010 роком), іноземців було 0,4%. Густота населення становила 11 осіб/км².
За віковим діапазоном населення розподілялося таким чином: 21,8% — особи молодші 20 років, 59% — особи у віці 20—64 років, 19,2% — особи у віці 65 років та старші. Було 95 помешкань (у середньому 2,4 особи в помешканні).
Із загальної кількості 109 працюючих 65 було зайнятих в первинному секторі, 16 — в обробній промисловості, 28 — в галузі послуг.